# Улица Паторжинского (Киев)
У́лица Паторжи́нского — улица в Шевченковском районе города Киева. Пролегает от Ирининской улицы до Прорезной улицы.
К улице Паторжинского присоединяется Малоподвальная улица.
Протяжённость улицы Паторжинского 250 м.

## История
Улица Паторжинского возникла в 1-й половине XIX века в составе Михайловского переулка. Отделена в 1962 году под современным названием в честь И. С. Паторжинского (1896—1960), народного артиста СССР, профессора Киевской консерватории.

## Застройка
Жилая застройка улицы относится ко второй половине XX столетия. Единственное сохранившееся старинное здание — это здание № 4, построенное в 1887 году в стиле историзм.

## Важные учреждения
- Управление градостроения, архитектуры и развития инфраструктуры (дом № 4)

## Транспорт
- Станция метро «Золотые ворота»
- Станция метро «Площадь Независимости»
- Станция метро «Крещатик»

## Почтовый индекс
01034

## Географические координаты
- Координаты начала: 50°27′03″ с. ш. 30°31′03″ в. д.HGЯO
- Координаты конца: 50°26′54″ с. ш. 30°31′00″ в. д.HGЯO